# Xantusia bezyi
Xantusia bezyi là một loài thằn lằn trong họ Xantusiidae. Loài này được Papenfuss, Macey & Schulte mô tả khoa học đầu tiên năm 2001.